# Paroisse Saint Martin du Manival
Pour les articles homonymes, voir Paroisse Saint-Martin.
La paroisse Saint Martin du Manival est une des 46 paroisses du diocèse de Grenoble-Vienne, dans le département de l'Isère.

## Histoire
Le nom de cette paroisse, créée le 1er octobre 2000 par le regroupement des quatre anciennes paroisses de Bernin, Biviers, Montbonnot-Saint-Martin et Saint-Ismier/Saint-Nazaire-les-Eymes, soit cinq clochers, a été choisi en référence à l'ancien prieuré de Saint-Martin-de-Miséré fondé à la fin du XIe siècle sur des terres appartenant au prieuré bénédictin de Domène, et dont il reste au XXIe siècle un vestige sur la commune de Montbonnot-Saint-Martin,, le Manival étant le nom d'un torrent et d'un lieu géographique remarquable situés sur la paroisse.

## Organisation
Son territoire coïncide avec celui des communes de Bernin, Biviers, Montbonnot-Saint-Martin, Saint-Ismier et Saint-Nazaire-les-Eymes, qui totalisent en 2020 une population de 20 807 habitants.
Avec les paroisses voisines de La Croix de Belledonne et Saint Matthieu du Saint-Eynard, elle fait partie du doyenné du Moyen-Grésivaudan.
La maison paroissiale, où se tiennent des permanences de services, se trouve place de l'église à Saint-Ismier.
Un bulletin paroissial est diffusé trimestriellement, publié par Bayard Service Édition Centre-Alpes-Grand Sud. On peut aussi le trouver en ligne. La répartition des messes dans les différentes églises de la paroisse fait l'objet d'un calendrier consultable sur le site web de la paroisse  et sur le site Messes.info.

### Églises de la paroisse
| Commune                 | Lieu de culte                      |
| ----------------------- | ---------------------------------- |
| Bernin                  | Église Notre-Dame de l'Assomption  |
| Biviers                 | Église Notre-Dame de la Compassion |
| Montbonnot-Saint-Martin | Église Saint-Nicolas               |
| Saint-Ismier            | Église Saint-Philibert             |
| Saint-Nazaire-les-Eymes | Église Saint-Jean-Baptiste         |

La paroisse étant traversée à Bernin par le « chemin d'Assise », itinéraire de pèlerinage qui relie Vézelay à Assise, cette église reçoit des pèlerins qui y font halte pour un temps de prière, voire une messe,,.
Le 23 juin 2024, la paroisse accueille en l'église de Saint-Ismier la messe transmise en direct sur France 2 dans le cadre de l'émission Le jour du Seigneur,.

Photos des églises de la paroisse et du prieuré de Saint-Martin-de-Miséré
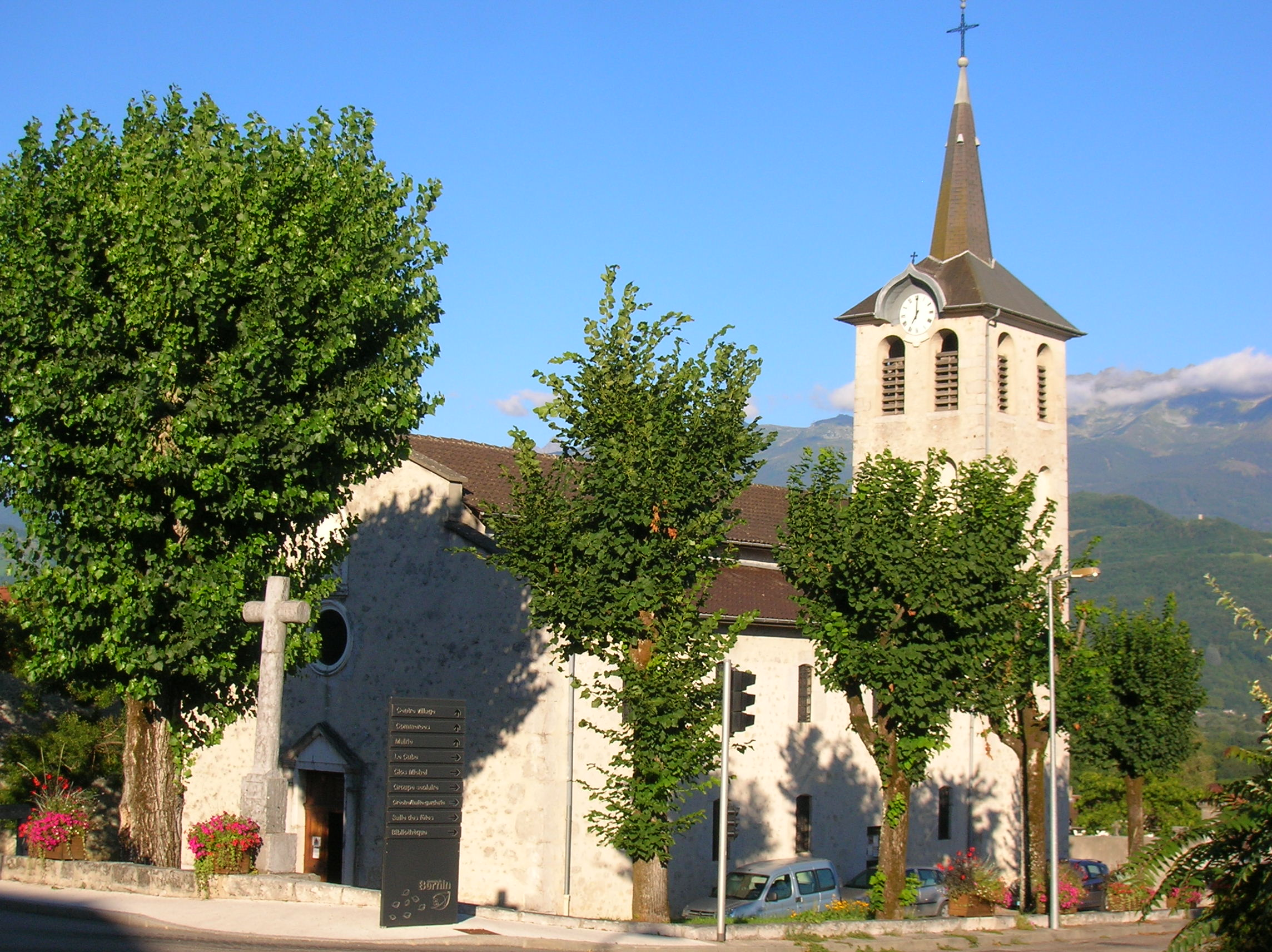
Église de Bernin
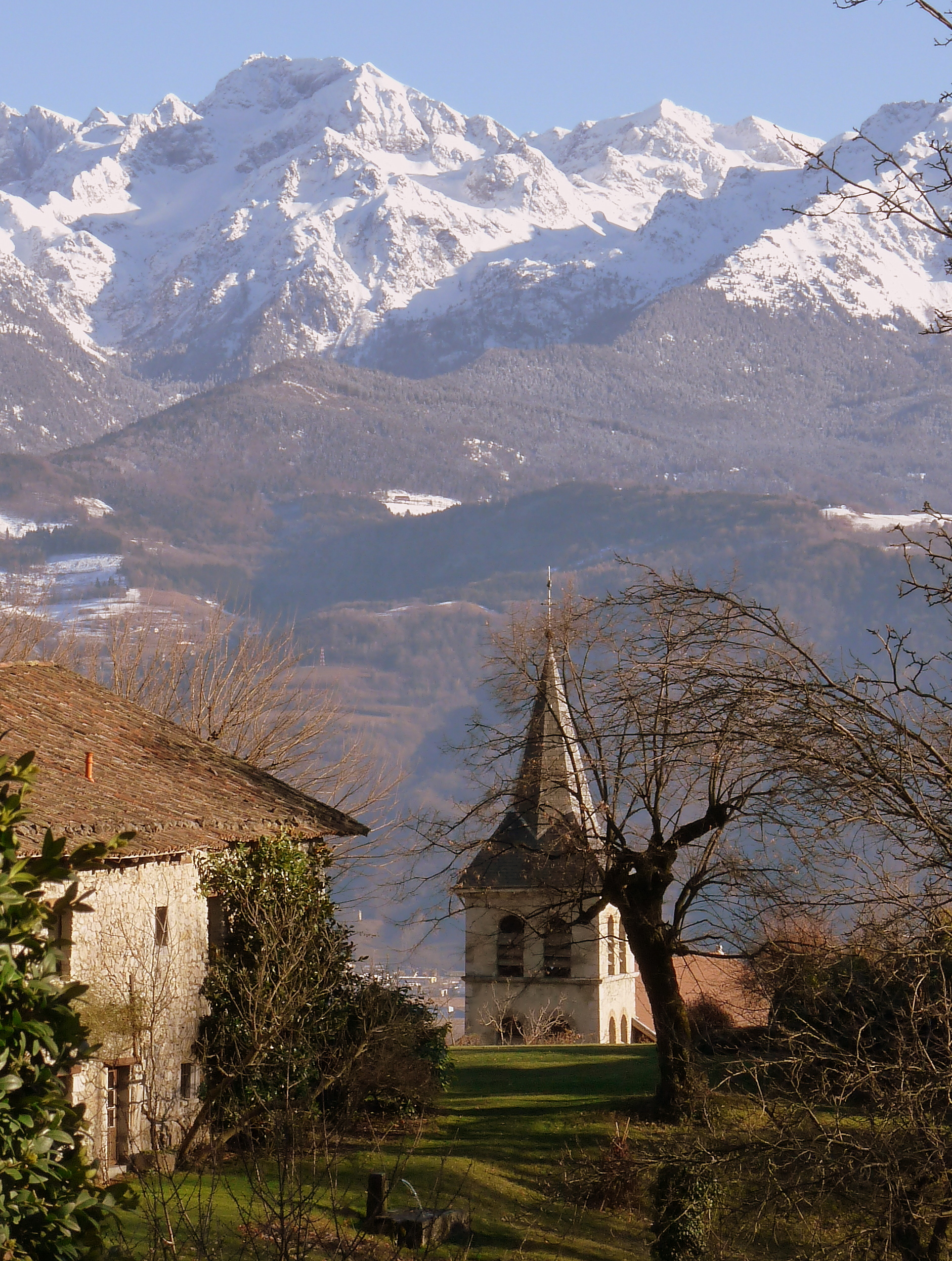
Église de Biviers
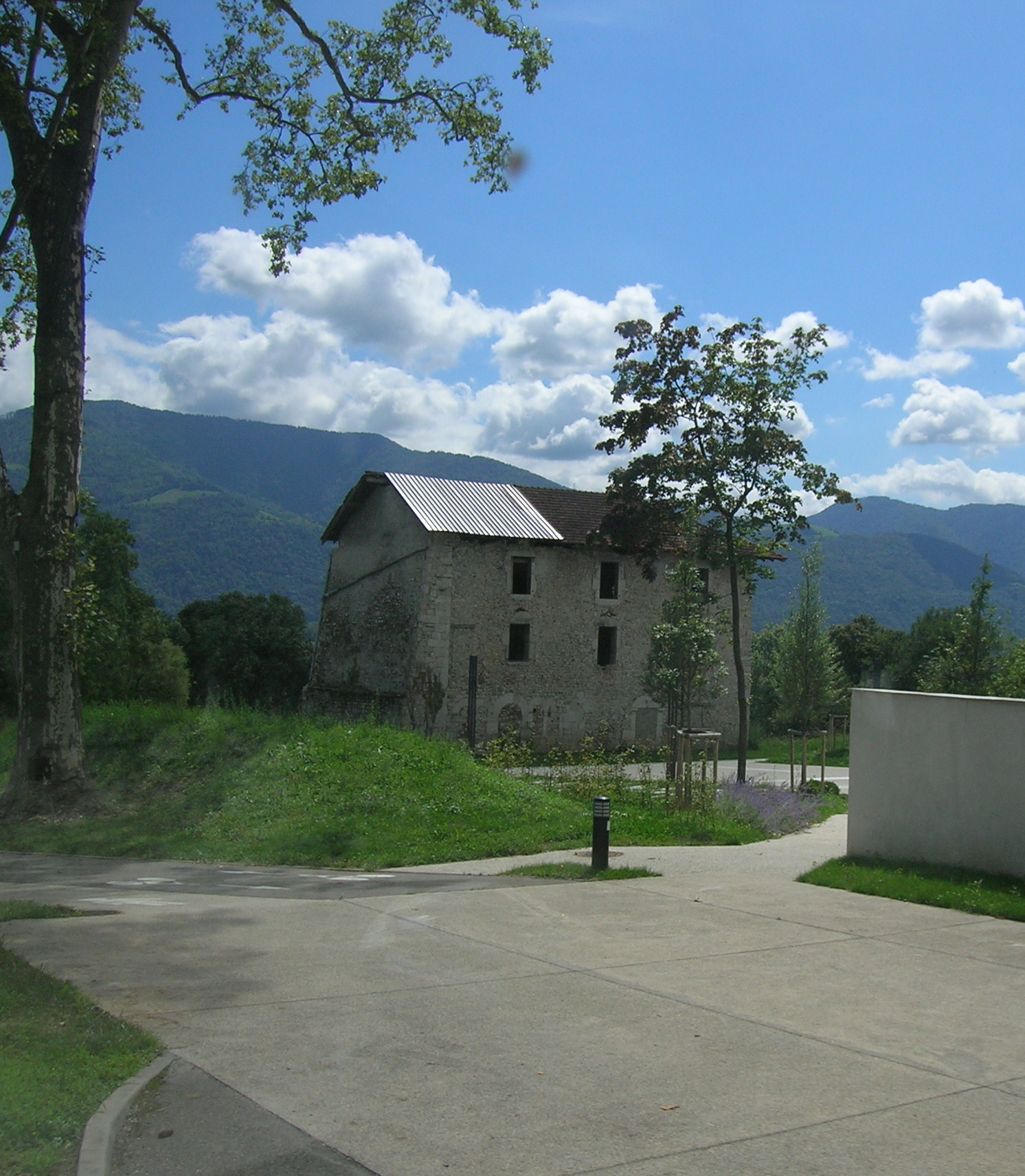
Vestiges du Prieuré de Saint-Martin-de-Miséré
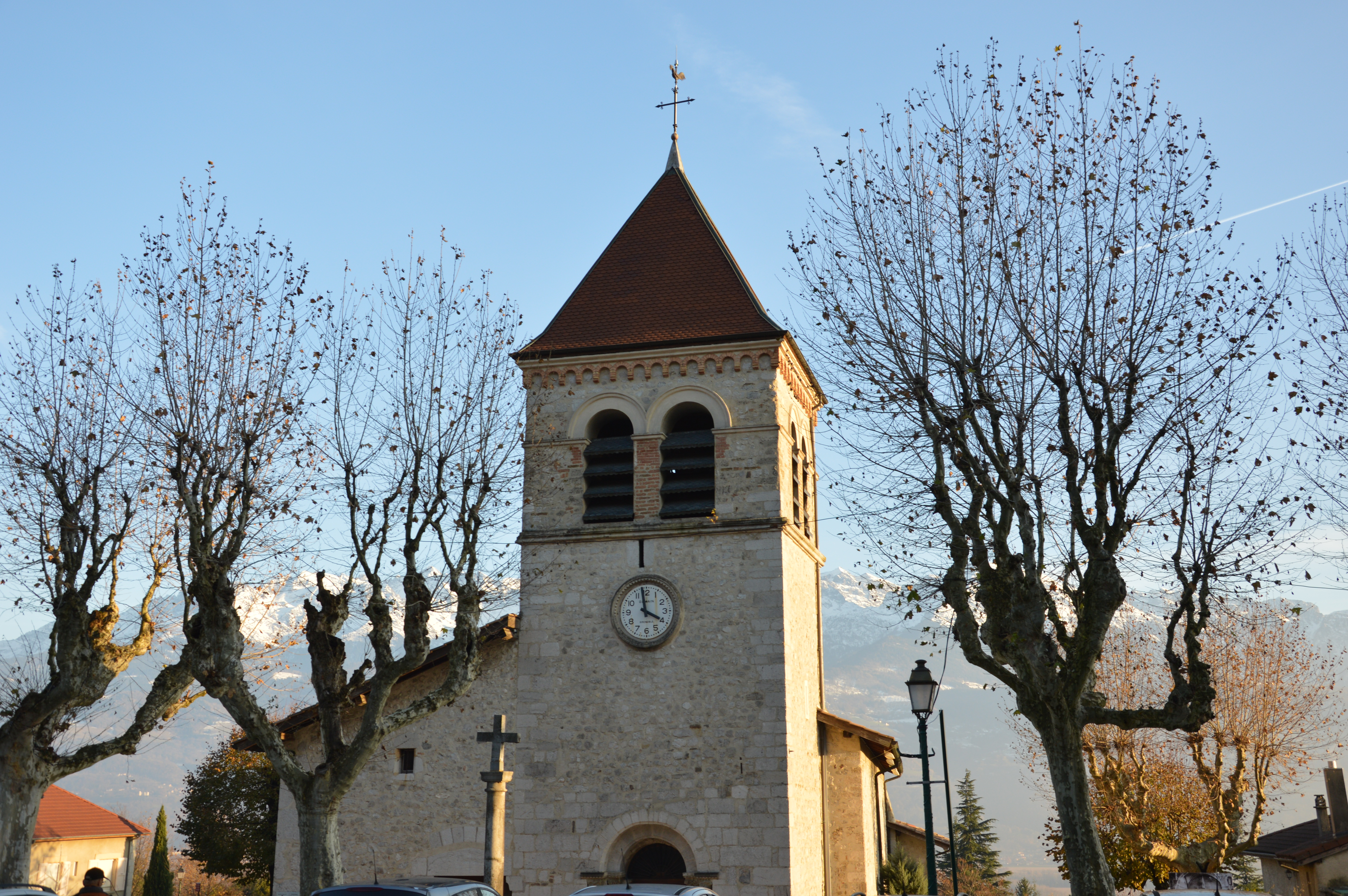
Église de Saint-Ismier
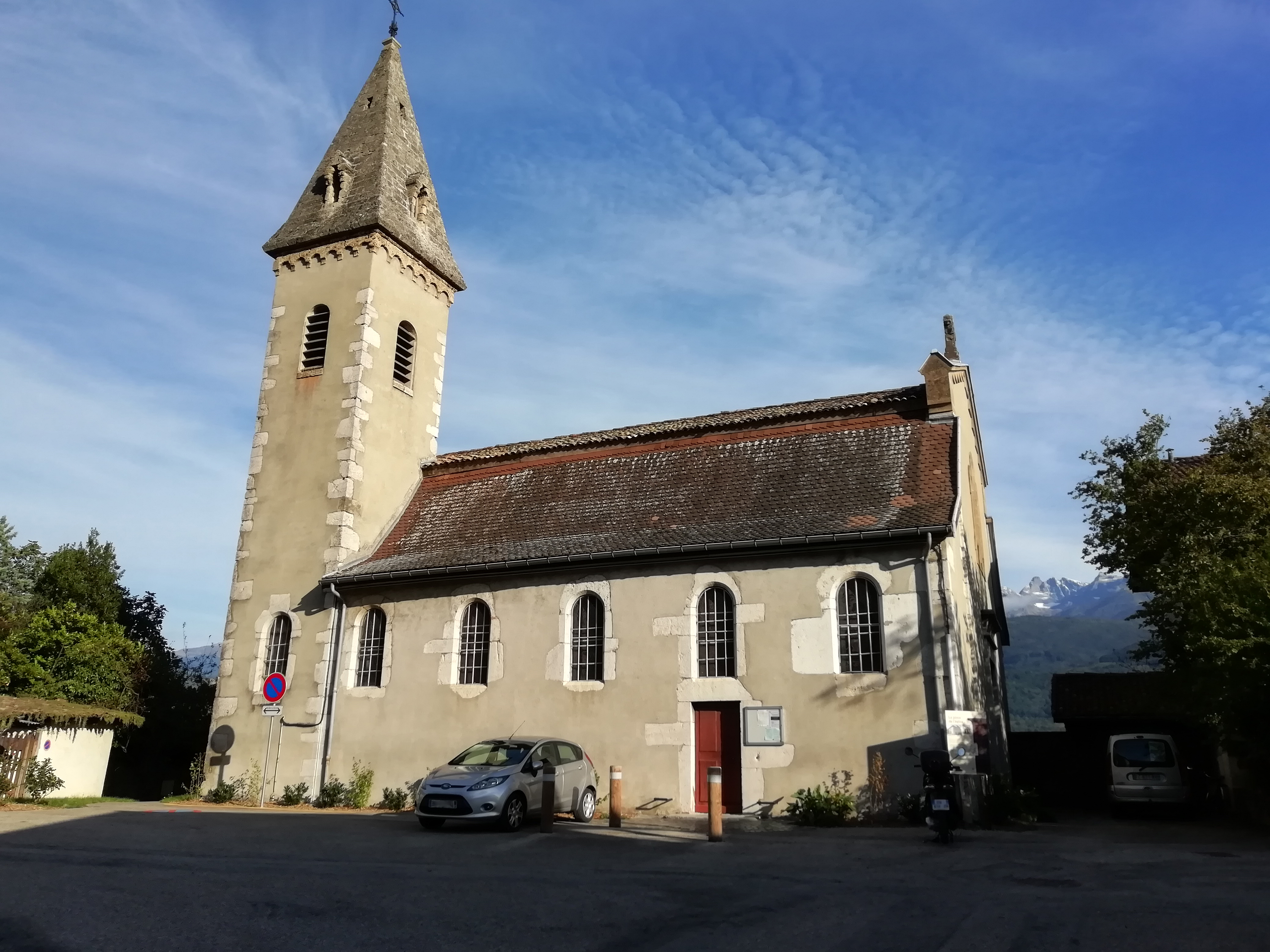
Église de Saint-Nazaire-les-Eymes

### Officiants (2021- )
Sous l'autorité de l'évêque du diocèse de Grenoble-Vienne :

#### Prêtres
Patrick Royet, curé de la paroisse,  doyen et vicaire episcopal du Moyen-Grésivaudan
Antoine Katembo-Mowavita, vicaire de la paroisse

#### Diacres
Christian Bert-Erboul
Philippe-Marie Donnarieix

## Autre institution catholique
À Biviers, sur le territoire de la paroisse, mais sans lien direct avec elle, se trouve le Centre Saint-Hugues, lieu spirituel ignatien, qui accueille des retraites religieuses, des offices, ainsi que des réunions laïques.
Créé en 1963 par la Compagnie de Jésus, celle-ci l'a donné en 1994 à la Communauté de vie chrétienne (CVX) qui en assure l'animation avec l'aval, par lettre de mission, de l'évêque de Grenoble-Vienne.